# Amphilaphis biserialis
Amphilaphis biserialis är en korallart som först beskrevs av Nutting 1908.  Amphilaphis biserialis ingår i släktet Amphilaphis och familjen Primnoidae. Inga underarter finns listade i Catalogue of Life.